# Classe Andrea Doria (incrociatore)
Gli incrociatori lanciamissili classe Andrea Doria sono stati i primi incrociatori della Marina Militare Italiana ad essere stati concepiti, in sede di progettazione, come navi portaelicotteri; impostate nel 1958 le due unità navali, Andrea Doria e Caio Duilio, sono entrate in servizio nel 1964. Si trattava di un tipo di unità di nuova concezione adatto per le scorte antiaereo e antisommergibile di formazioni navali, e la loro realizzazione fu il frutto di una fiducia della N.A.T.O. e degli USA verso le istituzioni italiane nel più difficile periodo della "guerra fredda" tra il blocco occidentale e quello sovietico.

## Caratteristiche
Le due unità navali che costituivano questa classe erano navi multiruolo progettate e costruite per assolvere in maniera equilibrata le funzioni di comando e controllo, e di difesa antiaerea e antisommergibile di formazioni navali ed erano concepite per la guerra N.B.C., avendo la possibilità di isolare gli ambienti interni da quelli esterni e poter effettuare le operazioni di lavaggio e disinquinamento radioattivo delle sovrastrutture.
Il dislocamento e le dimensioni erano piuttosto limitati, caratterizzati da un ponte continuo flush deck, con accentuato cavallino, che terminava con una poppa piuttosto larga. La zona poppiera era dotata di un ampio ponte di volo con un hangar in grado di ospitare quattro elicotteri medi AB-204 oppure due elicotteri pesanti SH-34 Seabat mentre la “poppetta”, sottostante il ponte di volo, era riservata alle operazioni d'ormeggio. Lo scafo era dotato di pinne stabilizzatrici Denny Brown per la riduzione del rollio.
La propulsione era a vapore con quattro caldaie Foster & Wheleer e due turbine a vapore collegate mediante gruppi turboriduttori a due eliche, con una potenza di 60000 HP che permetteva una velocità di 31 nodi con un'autonomia di 6.000 miglia a 15 nodi.
Inizialmente era stato previsto un terzo incrociatore di questa classe, l'Enrico Dandolo (C 555), la cui costruzione venne annullata ed al suo posto venne costruito il Vittorio Veneto (C 550) il cui progetto fu una rielaborazione dei Doria, di circa il 50% più pesante e col doppio della capacità di trasporto elicotteri, in quanto i Doria vennero giudicati un po' troppo piccoli.
Sebbene sufficienti ad assicurare una cooperazione con le forze multinazionali N.A.T.O., le unità di questa classe si presentavano carenti in quanto prive di sistemi automatizzati di comando e controllo che vennero implementati durante successivi lavori di ammodernamento.

## Armamento ed elettronica
Per la difesa antiaerea a media e lunga gittata era collocata nella zona prodiera una rampa di lancio Mk 10 Mod.10 per missili Terrier alla cui guida provvedevano due radar Sperry AN/SPG-55A per la guida simultanea di due missili.
La difesa antiaerea a corto raggio era assicurata da otto cannoni singoli da 76/62 mm O.T.O. Melara disposti a mezza nave in posizione laterale, quattro per fiancata, cui erano asservite quattro centrali di direzione tiro Argo NA-10 e, dopo i lavori di ammodernamento, da due lanciarazzi multipli SCLAR da 105 mm, elevabili e brandeggiabili, per il lancio di falsi bersagli che avevano la possibilità di caricare simultaneamente diversi tipi di razzi quali Chaff, flares e bengala e in grado di lanciare in un raggio di 10 km anche razzi esplosivi, con la celerità di tiro di un razzo al secondo, per la cui installazione furono create, lungo il ponte di coperta all'incirca a metà lunghezza della nave, una su ciascun lato, due piazzole sporgenti semicircolari.
La componente antisommergibile era costituita dal sonar AN/SQS-23 sistemato a scafo nella zona prodiera e dalla presenza di due complessi lanciasiluri trinati da 324 mm Mk 32.
La componente elettronica adottata dalle due unità era costituita inoltre inizialmente da un radar di scoperta aerea tridimensionale Frescan AN/SPS-39, da un radar di scoperta aeronavale R.C.A. AN/SPS-12, dal radar di navigazione S.M.A. MM-SPQ-2 e da un radiofaro TACAN per la navigazione strumentale degli aeromobili.

## Ammodernamenti
Le due unità nel corso degli anni settanta vennero riammodernate con l'installazione dei primi sistemi automatici della direzione delle operazioni di combattimento (S.A.D.O.C. 1) essendo in precedenza prive di sistemi automatizzati di comando e controllo: il radar di scoperta aeronavale R.C.A. AN/SPS-12 venne in un primo momento sostituito dal radar Lockheed Electronics AN/SPS-40 e successivamente dal nuovo radar di scoperta aeronavale a grande distanza MM/SPS-768 di costruzione nazionale, prodotto dalla Selenia, che divenne la dotazione standard per le moderne unità di grandi dimensioni, per la cui installazione fu necessario un intervento di modifica della mensola di sostegno della parabola dell'antenna rotante; il radar tridimensionale di scoperta aerea lontana Frescan AN/SPS-39 venne sostituito con il più moderno Hughes AN/SPS-52, mentre l'originale apparato TACAN valvolare venne sostituito con una moderna apparecchiatura allo stato solido; l'alimentazione dell'apparato motore venne convertito da nafta a gasolio e venne effettuata la standardizzazione del sistema missilistico. mentre la componente elicotteristica venne riconfigurata in quattro elicotteri medi AB 212 oppure due elicotteri pesanti SH 3D Sea King.

## Servizio
Le due unità navali hanno avuto un'attività operativa molto intensa e ricca di eventi, prendendo parte ad esercitazioni nazionali ed interalleate anche tra le più complesse.
Il Doria venne assegnato alla base di La Spezia quale nave comando della I Divisione navale e nel 1967 nel porto di La Spezia si prestò ad un appontaggio sperimentale per opera di un aereo a decollo verticale: un Harrier della Royal Navy.
Nell'estate del 1973, in seguito all'indisponibilità dell'Amerigo Vespucci, a causa del protrarsi dei lavori di manutenzione, la crociera estiva degli Allievi del 1º anno di Corso dell'Accademia di Livorno venne riprogrammata con itinerari differenti, sparpagliati a rotazione su quattro navi di squadra tra queste la Nave Doria, che, al comando del Capitano di vascello Pescatori, nel corso della crociera effettuò visite a La Maddalena, Smirne, Istanbul, Algeri, Cagliari, Casablanca, Santa Cruz de Tenerife, Gaeta.
Nave Duilio, assegnata al 2º Gruppo Navale d'Altura della IIª Divisione Navale di base a Taranto negli anni ottanta è stato trasferita di sede da Taranto a La Spezia con il contemporaneo trasferimento del gemello Andrea Doria da La Spezia a Taranto.

## Nome
Altre due navi della Marina Italiana portano i nomi Doria e Duilio. Si tratta di due unità della nuova Classe Orizzonte. Le navi, che portano la sigla (D 553) e (D 554) sono state consegnate rispettivamente nel 2007 e nel 2009, andando a rimpiazzare le unità della classe Audace andate in disarmo.

## Galleria d'immagini

Il Caio Duilio alla fonda a Venezia
Un elicottero SH-34J in appontaggio sull'incrociatore Caio Duilio
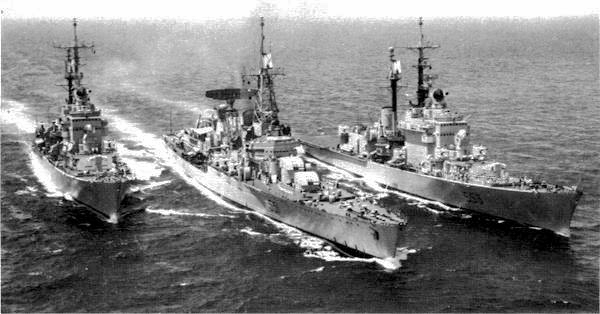
Gli incrociatori Doria e Duilio di scorta all'ammiraglia Garibaldi
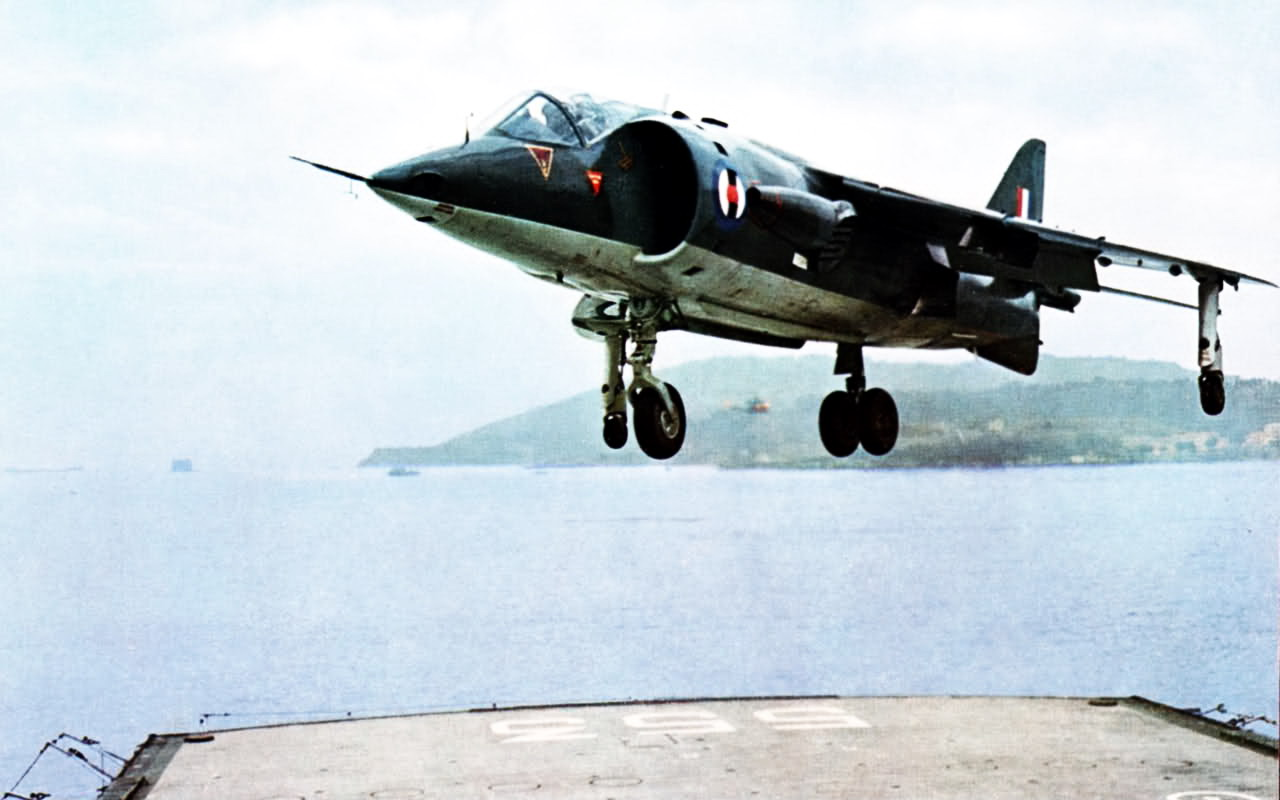
Prove di atterraggio di un Harrier della Royal Navy sul ponte di volo del Doria